# Kamennogorsk
Kamennogorsk, in russo Каменногорск, in finlandese Antrea, è una cittadina della Russia, che si trova nell'Oblast' di Leningrado, a circa 250 chilometri ad ovest di San Pietroburgo, sulle rive del fiume Vuoksa. 
I primi insedianti sono antichissimi e risalgono all'Età della Pietra, come testimoniano alcuni reperti ritrovati in alcuni giacimenti di torba all'inizio del XX secolo.